# Praska Giełda Papierów Wartościowych

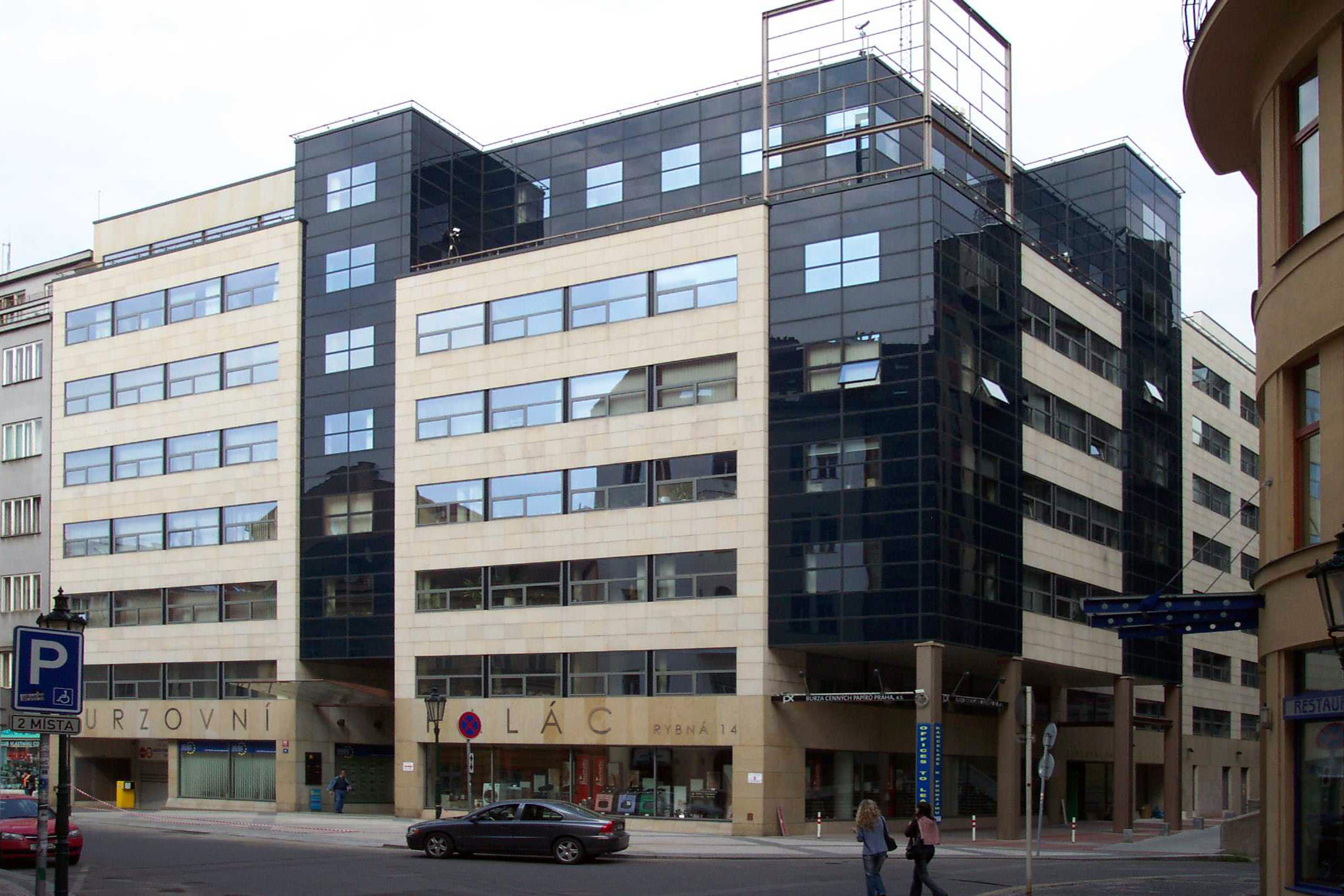
Siedziba Praskiej Giełdy Papierów Wartościowych

Praska Giełda Papierów Wartościowych (cz. Burza cenných papírů Praha, ang. Prague Stock Exchange, PSE) – giełda papierów wartościowych w Czechach; zlokalizowana w stolicy kraju – Pradze. Chociaż giełda w Pradze działała już w 1871 roku, w obecnym kształcie powstała ona 24 listopada 1992 roku, zaś handel uruchomiono 6 kwietnia 1993 roku.

## Własność
We wrześniu 2008 ogłoszono, że Warszawska Giełda jest zainteresowana nabyciem większości udziałów w Praskiej Giełdzie. Szacowana wartość takiej transakcji miała opiewać na kwotę około 100 do 200 milionów euro.
Pod koniec października 2008 roku podjęto decyzję, że większościowy pakiet akcji praskiej giełdy został nabyty przez Wiedeńską Giełdę za kwotę pomiędzy 5 a 10 miliardów czeskich koron.
Podczas konferencji „Współczesność i trendy rozwojowe czesko-polskich stosunków gospodarczych”, która odbyła się 24 maja 2013 w Ministerstwie Gospodarki, prezydent Czech Miloš Zeman zaproponował połączenie Giełdy Papierów Wartościowych w Warszawie i giełdy w Pradze; siedzibą tej instytucji miałaby być Warszawa.